# أنطونيو رودريغوس
أنطونيو رودريغوس (بالبرتغالية: António Rodrigues‏) هو منافس ألعاب قوى برتغالي، ولد في 29 أكتوبر 1905، وتوفي في 17 يوليو 1994.

## وصلات خارجية
- أنطونيو رودريغوس على موقع الاتحاد الدولي لألعاب القوى (الإنجليزية)
- أنطونيو رودريغوس على موقع الاتحاد الأوروبي لألعاب القوى (الإنجليزية)
- أنطونيو رودريغوس على موقع أوليمبيديا (الإنجليزية)